# Maria Bigordà Montmany
Maria Bigordà Montmany (Ullastrell, Vallès Occidental, 21 de setembre de 1916 - Terrassa, 8 de setembre de 2009) fou una dona obrera republicana, represaliada pel franquisme i compromesa amb les reivindicacions laborals i socials de la classe treballadora.Va militar al PSUC i a Comissions Obreres.

## Biografia
Nascuda a Ullastrell, era la primera filla d'una família de pagesos molt pobres. El pare Pere Bigordà Font i la mare Tecla Montmany Carreres, eren arrendataris d'un terreny de vinyes. Tot just amb sis anys, Maria ja anava a ajudar-los o collia olives a jornal. Gairebé no va poder anar a l'escola, però va aprendre a llegir en català perquè a casa seva es llegia La terra, el diari de la Unió de Rabassaires. La mare era catòlica practicant i la feia anar a catecisme, el pare militant d'Esquerra Republicana de Catalunya i de la Unió de Rabassaires, fou agutzil durant la guerra civil, i de ben petita ja la portava als mítings que es feien a Terrassa. Va tenir quatre germans, Àngela (1919) Valentí (1921) Amadeu (1923) i Josep (1926) del qual fou padrina i que en el futur esdevindria un destacat sacerdot del Moviment obrer.
A punt de complir 10 anys, va començar a treballar a Terrassa, al servei domèstic de Can Tusell. Als 12 anys, cansada d'anar i venir, va deixar la feina i es quedà a Ullastrell, fent de minyona a Can Correu. Més tard va voler tenir un ofici i començà l'aprenentatge de teixidora a la fàbrica de Can Arrufat, allà va prendre contacte amb l'ideari anarquista, influenciada per la lectura de les novel·les Ideals de Frederica Montseny i de Frederic Urales, (pseudònim de Joan Montseny i Carret) que transmetien la imatge de la dona lliure.

## La República
Acabat l'aprenentatge, cap a l'any 1931 va trobar feina a la fàbrica la Tela, on treballava a preu fet en condicions d'extrema duresa. Al cap de poc temps, va canviar a l'empresa de Domènec Domingo, allà portava un teler i teixia franel·la blanca. Havia anat a viure a Terrassa i compaginava el treball tèxtil amb la feina de minyona a una casa anomenada Cal Pere, on li oferien el menjar i l'estança, entregant el sou gairebé integre a la seva família.
A principis de 1933 amb setze anys, una de les poques diversions que tenia era anar al Cinema Alegria, allà va conèixer el que seria el seu marit, Josep Portero Serrano, de 29 anys, teixidor de la fàbrica de mitges Vallhonrat. Després d'un curt nuviatge, ja que la Segona República Espanyola ho permetia i en Josep no era creient, es van casar pel civil al Jutjat de pau de Terrassa. L'inici del matrimoni va coincidir amb les primeres vacances pagades que van aconseguir els obrers del tèxtil i de la construcció després de dures negociacions. Van anar de viatge de nuvis a Puigcerdà. El marit insistí en que deixés la feina, i en poc més de quatre anys van tenir dues filles, la Carme i la Pilar. Aviat van començar les desavinences conjugals que van arribar fins al maltractament físic. Maria ho va denunciar al jutjat de Terrassa sense cap resultat.

## La Guerra civil
Als inicis de la Guerra Civil espanyola, Josep fou cridat a files, però es va emboscar. Maria tenia la intenció de marxar a Andorra amb la seva filla Carme, però llavors va quedar novament embarassada, augmentant l'agressivitat del marit al negar-se a avortar. Després de néixer la segona filla, es va separar, fet que fou molt mal rebut per part de la família i la societat en general, només les cunyades li van oferir un cert suport. Marginada per tothom, va començar a patir greus problemes de subsistència, i a causa de la fam i la manca d'assistència mèdica, va veure morir contagiada de diftèria, la filla petita de 20 mesos. En aquell període va buscar el recolzament del sindicat UGT i posteriorment la CNT per aconseguir ser admesa a la fàbrica de Can Vallhonrat.

## La Derrota i la Repressió
Acabada la guerra, la nova llei franquista derogà els drets que havien adquirit les dones durant la República, i el dia de Corpus de 1939 la policia li pren la filla. La nena serà entregada al seu pare, Maria perd la custòdia i només la podrà veure d'amagat. Passaran 12 anys separades.
Les tropes nacionals havien assaltat i saquejat la casa familiar a Ullastrell i el seu pare internat a un Camp de concentració sense judici. Maria és denunciada pel seu marit i un company de feina, i el 3 de juliol és detinguda. Deu dies més tard es sotmesa a Consell de guerra, i jutjada pel Tribunal Militar instal·lat a l'Escola Industrial de Terrassa, en el procediment sumaríssim d'urgència número 11736 essent condemnada a la pena de 12 anys i un dia de presó per Auxilio a la rebelión.
Roman uns mesos empresonada a Terrassa, on contrau una severa lumbàlgia a causa de la humitat i les pèssimes condicions de vida. El 10 de març de 1940 és traslladada a la Presó de dones de les Corts de Barcelona. Allà coneix entre d'altres, les militants comunistes Adelaida Abarca Izquierdo i María del Carmen Cuesta Rodríguez i assenyala en els seus records que el nivell cultural d'aquelles companyes, va influir definitivament en la formació de la seva consciència política. Al cap d'un temps, es pot acollir a la redempció de pena pel treball i fa de bugadera de les monges, fet que li permet anar de tant en tant a l'hort i consumir algun producte fresc, que millora la precària alimentació de la presó.
El 18 de setembre de 1941 li concedeixen la llibertat condicional, però no pot tornar a casa. És desterrada a Madrid i acollida pels familiars d'una companya de la presó. Mentrestant el seu marit, el 12 de febrer de 1942 contrau un nou matrimoni religiós, que serà l'únic vàlid segons les noves lleis. El dia 16 d'octubre, pot tornar a Terrassa amb la llibertat vigilada. Va a viure a casa dels pares i treballa al camp.

## La Dictadura i les Reivindicacions veïnals i laborals
El 1946 li arriba l'indult i malgrat les dificultats per reintegrar-se a la societat a causa dels antecedents penals, comença a tenir l'esperança de normalitzar la seva vida i recuperar la filla. Troba feina de minyona a casa del comerciant Frederic Segués, hi treballa durant 12 anys, però el treball domèstic no li garanteix cap dret laboral, ni cobertura social, llavors reprèn la feina de teixidora a Can Sala i Badrinas.
L'any 1953 la seva filla que ja té 20 anys, anirà finalment a viure amb ella. Els primers temps de convivència són difícils, només poden pagar una habitació amb dret a cuina. Més endavant, després de tenir diversos habitatges precaris, fan la sol·licitud per anar a viure a un bloc de pisos de l'Obra Sindical del Hogar, al Barri de Sant Llorenç.
L'augment de la immigració, havia propiciat la construcció desmesurada i la creació de barris sense cap infraestructura ni servei. La necessitat d'habitatges dignes, farà que Maria es comprometi en la lluita veïnal contra la especulació i el barraquisme vertical, essent el barri de Sant Llorenç un dels més combatius.No obstant van ser les tràgiques riuades del 1962 en que vides, cases i empreses, van desapereixer en una nit, les que van obligar les administracions a iniciar la reconstrucció amb uns altres criteris.
L'arribada als barris de joves Capellans Obrers, amb idees renovadores, compromesos amb la lluita de classes i contra l'estructura eclesial caduca, va convertir moltes de les noves parròquies en un aixopluc del Antifranquisme, essent capdavanteres les de Can Boada, Egara, Les Arenas, i Sant Llorenç. En un ambient de gran companyonia es parlava de política, es llegia premsa clandestina i es preparaven reunions. Maria col·laborava en el que podia i l'any 1964 va viure a l'ombra el naixement de la primera Comissió Obrera de Barcelona, a la Parròquia de Sant Medir on el seu germà Josep Bigordà Montmany era el capellà dinamitzador, esdevenint al cap dels anys, un destacat periodista, professor de teologia i dret canònic i membre del tribunal eclesiàstic, llargament vinculat a l'Església de Santa Maria del Pi i condecorat amb la Medalla d'Honor de Barcelona.
L'any 1973 després d'un període de gran conflictivitat es produí l'assalt i registre de la parròquia de Sant Llorenç per part de la policia, van ser detinguts tots els sacerdots i l'assistent social per donar cobertura a un moviment contrari al règim. L' any 1975 la Dictadura va executar cinc persones i acabava amb la mateixa brutalitat amb que havia començat. Dies abans de morir Franco, Maria va a Montserrat a solidaritzar-se amb les persones que estaven en vaga de fam a favor dels presos polítics.

## Militància política i sindical
El 1976 és l'any de la seva jubilació i obté finalment el carnet de militant del PSUC i de Comissions Obreres. Maria és catòlica practicant, però s' identifica amb l'Eurocomunisme, influenciada per la lectura dels llibres d'Alfons Carles Comín. Dins del partit és membre del comitè local durant quatre anys, des d'on treballa per la llibertat i la democràcia.També participa en actes polítics de suport a les vagues de fam de Lluís Maria Xirinachs davant de la Presó Model i a les manifestacions sota la consigna Llibertat, Amnistia i Estatut d'Autonomia.
Gràcies a la feina de voluntariat, l'any 1979 té ocasió de visitar la Unió Soviètica formant part d'un grup de disset persones, entre les quals hi havia set capellans. Encara hi va tornar quatre anys més tard, visitant també a Polònia el Camp de Concentració d'Auschwitz. L'any 1983 quan ja tenia seixanta-set anys i es preparaven les segones eleccions democràtiques, li van proposar anar a les llistes municipals, però va preferir no acceptar-ho. En canvi sí que va ser vocal del control de finances del partit.

## Reconeixements
Gràcies a la tenacitat, el treball i la mobilització de l'Associació Catalana d'Expresos Polítics, el Parlament de Catalunya va aprovar concedir indemnitzacions als presos polítics del franquisme que no haguessin estat indemnitzats pel Govern de l'Estat espanyol en la llei de l'any 1990 que només incloïa les persones que superessin el compliment de tres anys de presó.
Finalment amb aquesta iniciativa es reconeixia que totes les persones que havien patit la repressió, eren mereixedores d'aquesta deferència per part dels governs democràtics.
El dia 10 de maig de 2005 l'Ajuntament de Terrassa li va concedir l'agulla amb l'escut municipal, en reconeixement de les dones que havien lluitat tota la vida pels drets socials, econòmics i polítics.
L'Any 2006 la historiadora Lourdes Plans i Campderrós presenta el llibre Maria Bigordà i Montmany, testimoni d'una època obscura
Maria mor el 8 de setembre del 2009 a punt de complir els 93 anys. Posteriorment les escoles, instituts, associacions veïnals i sindicats de Terrassa, glosen la seva figura i li reten homenatge en diversos actes i publicacions.